# Gave d'Aspe
Pour les articles homonymes, voir Aspe.
Le gave d'Aspe est un cours d'eau situé dans les Pyrénées-Atlantiques. Il arrose la vallée d'Aspe qui est l'une des trois vallées du Haut-Béarn.
Le terme gave désigne un cours d'eau torrentiel dans les Pyrénées occidentales.

## Géographie
De 58,1 km de longueur, le gave d'Aspe prend sa source dans le cirque d'Aspe, au pied du Mont Aspe (2 643 m), côté espagnol de la frontière, à l'ouest du col du Somport. Il rejoint le gave d'Ossau à Oloron-Sainte-Marie, formant ainsi le gave d'Oloron.
L'ensemble formé par le gave d'Aspe et le Lourdios est répertorié comme site Natura 2000.

## Principaux affluents
Abréviations : (G) ou (rg) Affluent rive gauche ; (D) ou (rd) Affluent rive droite ; (CP) Cours principal, signale le nom donné à une partie du cours d'eau prise en compte dans le calcul de sa longueur.
- (G) le ruisseau d'Espélunguère, 3,4 km
- (D) le ruisseau d'Arnousse, 5,2 km
- (D) le Larry, 4,6 km
- (G) le gave du Baralet, 7 km
- (D) le Sescoué[3], 8,8 km, à Etsaut (chemin de la mâture) de la Baigt de Sencours[4]
- (G) le gave de Bélonce, 8,5 km
- (D) le Sadum, à Etsaut 5,9 km, de Busteigt et d'Ourtasse
- (D) l'Escuarpe, 5,4 km, à Escot (Cette-Eygun)
- (G) le gave de Lescun, 12,6 km
- (D) la Berthe, 8,8 km, d'Accous
- (G) le Malugar, 7 km, de Athas
- (G) l'Arricq d'Osse, 5,6 km
- (D) le Gabarret ou gave d'Aydius, 12,6 km
- (G) l'Apous, 3,9 km, à Sarrance, de Bos d'Apous
- (D) le Barrescou, 9,7 km, à Escot, du col de Marie-Blanque
- (G) le Gave de Lourdios, 20,8 km
- (D) l'Ourtau, 12,8 km, à Eysus, du bois de la Quinte
- (D) l'Arrigouli ou Branas, 4,6 km, à Eysus, du bois de Bager.

## Communes traversées
Pyrénées-Atlantiques :
- Accous
- Asasp-Arros
- Bedous
- Bidos
- Borce
- Cette-Eygun
- Escot
- Etsaut
- Eysus
- Gurmençon
- Lées-Athas
- Lescun
- Lurbe-Saint-Christau
- Oloron-Sainte-Marie
- Osse-en-Aspe
- Sarrance
- Urdos

## Histoire
Le 27 mars 1970, le pont de l'Estanguet qui franchit le gave d'Aspe au sud de Bedous est détruit lors d'un accident ferroviaire, ce qui entraîne la fermeture de la section Bedous-Canfranc de la ligne de Pau à Canfranc.